# ARCADE

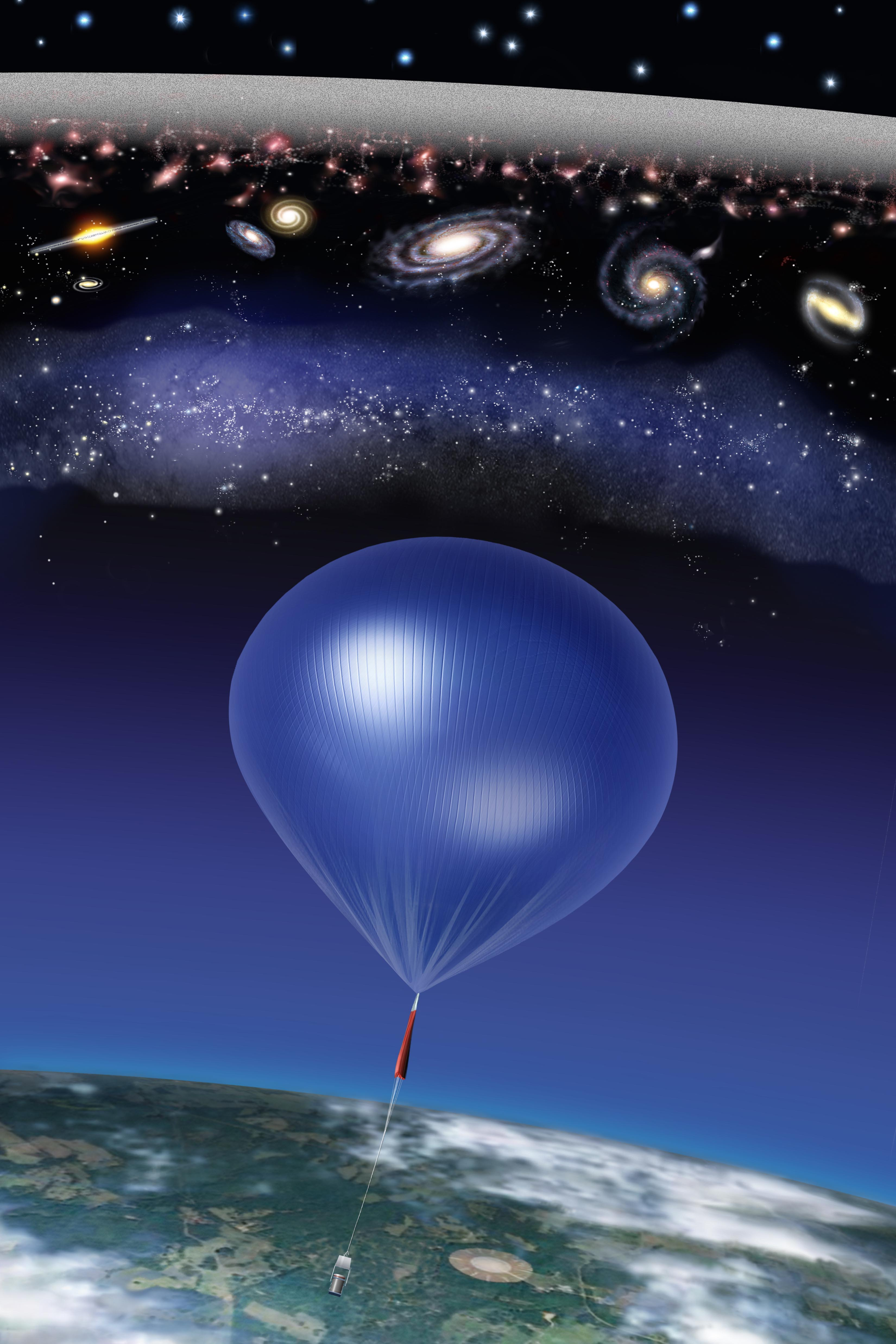
Una misteriosa "barriera" di rumore di fondo, sei volte superiore al normale (in bianco nell'illustrazione) impedisce di effettuare misurazioni delle stelle più antiche. La causa o origine di tale barriera è sconosciuta.

ARCADE, ovverosia Absolute Radiometer for Cosmology, Astrophysics, and Diffuse Emission è un programma della NASA per lo studio e l'intercettazione delle onde radio provenienti dallo spazio. Il programma prevede l'utilizzo di un radiometro situato a bordo di un particolare tipo di satellite pallone, cioè un satellite che viene gonfiato con gas dopo che è stato posizionato in orbita. Nel luglio 2006 un forte segnale radio spaziale è stato intercettato dal radiometro.
La navicella è stata portata da un pallone sonda ad una quota di circa 36 km, dove l'atmosfera si perde nel vuoto dello spazio.
Al progetto della NASA hanno partecipato gli ingegneri del Goddard Space Flight Center di Greenbelt nel Maryland; il Jet Propulsion Laboratory di Pasadena, in California; l'Università della California a Santa Barbara; l'Università del Maryland e l'Istituto nazionale di ricerche spaziali del Brasile. Il volo è stato condotto sotto l'egida dello staff addetto al programma Balloon Program Office della Wallops Flight Facility.
Gli strumenti a bordo della navicella hanno rilevato un rumore radio molto forte che permea tutto il cosmo ed impedisce agli astronomi di osservare le caratteristiche delle prime stelle, quelle formatesi circa 13 miliardi di anni fa, appena dopo il Big Bang..

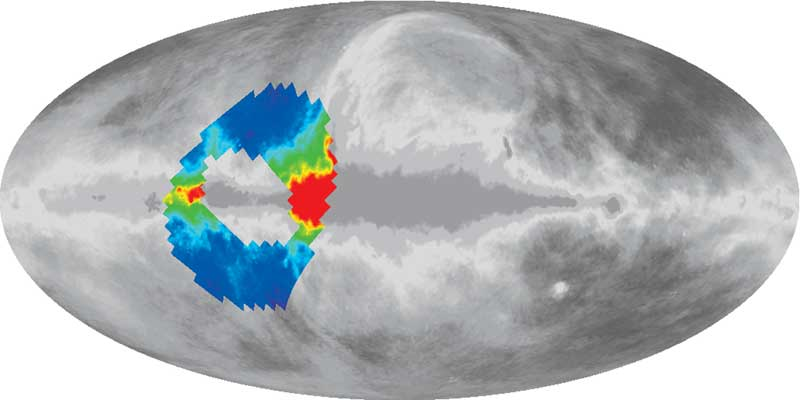
La regione colorata indica il 7% del cielo in onde radio che è stato osservando da ARCADE. La Via Lattea attraversa il centro dell'immagine.

Il rumore registrato era stato previsto, ma non con un valore così elevato, circa 6 volte superiore, e gli astronomi non sanno darsi una spiegazione plausibile. Le analisi effettuate escludono che sia originato dalle stelle primordiali o da altre sorgenti conosciute, o dal gas presente nell'alone esterno della nostra Galassia; d'altronde affinché la temperatura delle apparecchiature non contaminasse o falsasse la lettura dei dati registrati, esse sono state immerse in elio liquido che le ha portate ad una temperatura di 2,7 gradi sopra lo zero assoluto, che è la stessa temperatura del fondo cosmico. Il tutto perciò rimane ancora un mistero e ci viene negata la possibilità, per il momento, di rilevare e studiare le radiazioni delle prime stelle perché esse rimangono nascoste  dietro questa coltre.